# Terebintedalen
Terebintedalen er beliggende i Israel, sydvest for Jerusalem. 
Dalen er kendt som stedet, hvor israelitten David og filistren Goliat angiveligt skulle have kæmpet imod hinanden. (Det gamle testamente , Første Samuelsbog, kapitel 17).

## Film
In the Valley of Elah er titlen på en film fra 2007 af Paul Haggis.